# علم سيكيم
في السابق كانت مملكة سيكيم المستقلة تمتلك علم وطني حتى أصبحت ولاية هندية في عام 1975. في الوقت الحاضر لا يوجد علم رسمي لولاية سيكيم، وهي ولاية في الهند.

## قبل 1877
قبل عام 1877 أثناء السيادة النيبالية-البوتانية وباعتبارها محمية للتبت، تم رفع العديد من الرايات النيبالية والبوتانية والتبتية في سيكيم حتى عام 1816، عندما تولت المملكة المتحدة السيطرة على البلاد ورفعت علمها حتى عام 1877، عندما تم اعتماد أول علم سيكيم.

## مملكة سيكيم (1877–1975)

علم مملكة سيكيم

لقد استخدمت مملكة سيكيم العديد من الأعلام خلال تاريخها. كانت جميعها تحتوي على عجلة صلاة خورلو بوذية مع الغانكيل كعنصر مركزي.
حتى عام 1967، كان العلم السابق يتميز بتصميم معقد للغاية مع حدود خيالية ورموز دينية تحيط بالخورلو.
تم اعتماد تصميم أكثر بساطة في عام 1967 بسبب صعوبة تكرار العلم المعقد. أصبحت الحدود حمراء صلبة، وتم إزالة الصور التوضيحية وإعادة تصميم العجلة.
مع انضمام سيكيم إلى جمهورية الهند وإلغاء النظام الملكي، فقد العلم وضعه الرسمي في عام 1975.

## معرض الصور
- إعادة بناء علم مملكة سيكيم الملكي الذي كان مستخدمًا في الفترة من عام 1877 حتى عام 1975.
- إعادة تصميم علم مملكة سيكيم الذي كان مستخدمًا خلال الفترة من 1877 إلى 1914 ومن 1962 إلى 1967.
- إعادة بناء علم مملكة سيكيم الذي كان مستخدمًا خلال الفترة من 1914 إلى 1962
- علم مملكة سيكيم الذي كان مستخدمًا بين عامي 1967 و1975